# Lisewiec
Lisewiec (kaszb. Lisewc) – wieś w Polsce położona w województwie pomorskim, w powiecie gdańskim, w gminie Kolbudy. 
Wieś stanowi sołectwo Lisewiec.
W obszar wsi wchodzi zniesiony przysiółek  Krymki.
W latach 1975–1998 miejscowość administracyjnie należała do województwa gdańskiego.